# Коский диалект нормандского языка
Коский диалект нормандского языка — один из восточных диалектов нормандского языка, используемый в Пай-де-Ко — регионе департамента Сена Приморская. Статистика даёт разные сведения о говорящих на этом диалекте: от 0,3 % до 19,1 % жителей Сены Приморской могут говорить на этом языке.